# Thomas Laurens Jones

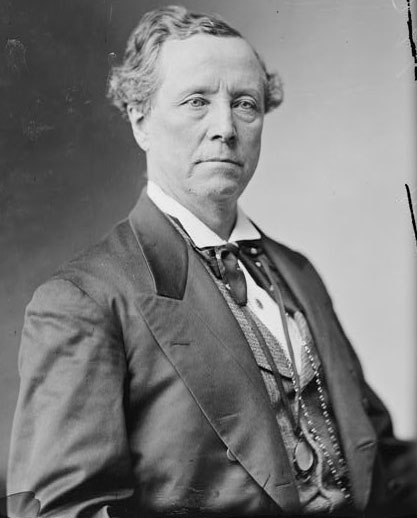
Thomas Laurens Jones

Thomas Laurens Jones (* 22. Januar 1819 in White Oak, Rutherford County, North Carolina; † 20. Juni 1887 in Newport, Kentucky) war ein US-amerikanischer Politiker. Zwischen 1867 und 1871 sowie nochmals von 1875 bis 1877 vertrat er den Bundesstaat Kentucky im US-Repräsentantenhaus.

## Werdegang
Noch in seiner Kindheit kam Thomas Jones mit seinen Eltern nach Spartanburg in South Carolina. Dort besuchte er private Schulen. Anschließend studierte er bis 1840 am Princeton College. Nach einem anschließenden Jurastudium an der Harvard University und seiner 1846 erfolgten Zulassung als Rechtsanwalt begann er in Spartanburg in diesem Beruf zu praktizieren. Zuvor hatte er noch zwei Jahre lang Europa als Tourist bereist. Im Jahr 1847 verlegte er seinen Wohnsitz und seine Kanzlei nach New York City. Seit 1849 war er in Newport (Kentucky) ansässig, wo er sich ebenfalls als Anwalt betätigte.
In seiner neuen Heimat begann Jones als Mitglied der Demokratischen Partei eine politische Laufbahn. Zwischen 1853 und 1855 war er Abgeordneter im Repräsentantenhaus von Kentucky. Obwohl er ein Gegner der Sezession war, wurde Jones während des Bürgerkrieges als vermeintlicher Sympathisant des Südens im Jahr 1862 für drei Monate inhaftiert. Bei den Kongresswahlen des Jahres 1866 wurde er im sechsten Wahlbezirk von Kentucky in das US-Repräsentantenhaus in Washington, D.C. gewählt, wo er am 4. März 1867 sein neues Mandat antrat. Nach einer Wiederwahl im Jahr 1868 konnte er bis zum 3. März 1871 zwei Legislaturperioden im Kongress absolvieren. Seit 1865 war die Arbeit des Kongresses von den Spannungen zwischen der Republikanischen Partei und Präsident Andrew Johnson geprägt, die in einem nur knapp gescheiterten Amtsenthebungsverfahren gipfelten.
1870 verzichtete Jones auf eine erneute Kandidatur. Vier Jahre später wurde er erneut in den Kongress gewählt. Dort löste er am 4. März 1875 William Evans Arthur ab. Bis zum 3. März 1877 konnte er somit eine weitere Legislaturperiode im US-Repräsentantenhaus verbringen. Während dieser Zeit war er Vorsitzender des Committee on Railways and Canals. Bei den folgenden Wahlen im Jahr 1876 trat Thomas Jones nicht mehr an. Er zog sich aus der Politik zurück, arbeitete wieder als Anwalt und starb am 20. Juni 1887 in Newport.